# Niort-de-Sault
Niort-de-Sault is een gemeente in het Franse departement Aude (regio Occitanie) en telt 34 inwoners (2009). De plaats maakt deel uit van het arrondissement Limoux en ligt in de streek Pays de Sault

## Geografie
De oppervlakte van Niort-de-Sault bedraagt 26,5 km², de bevolkingsdichtheid is dus 1,3 inwoners per km².

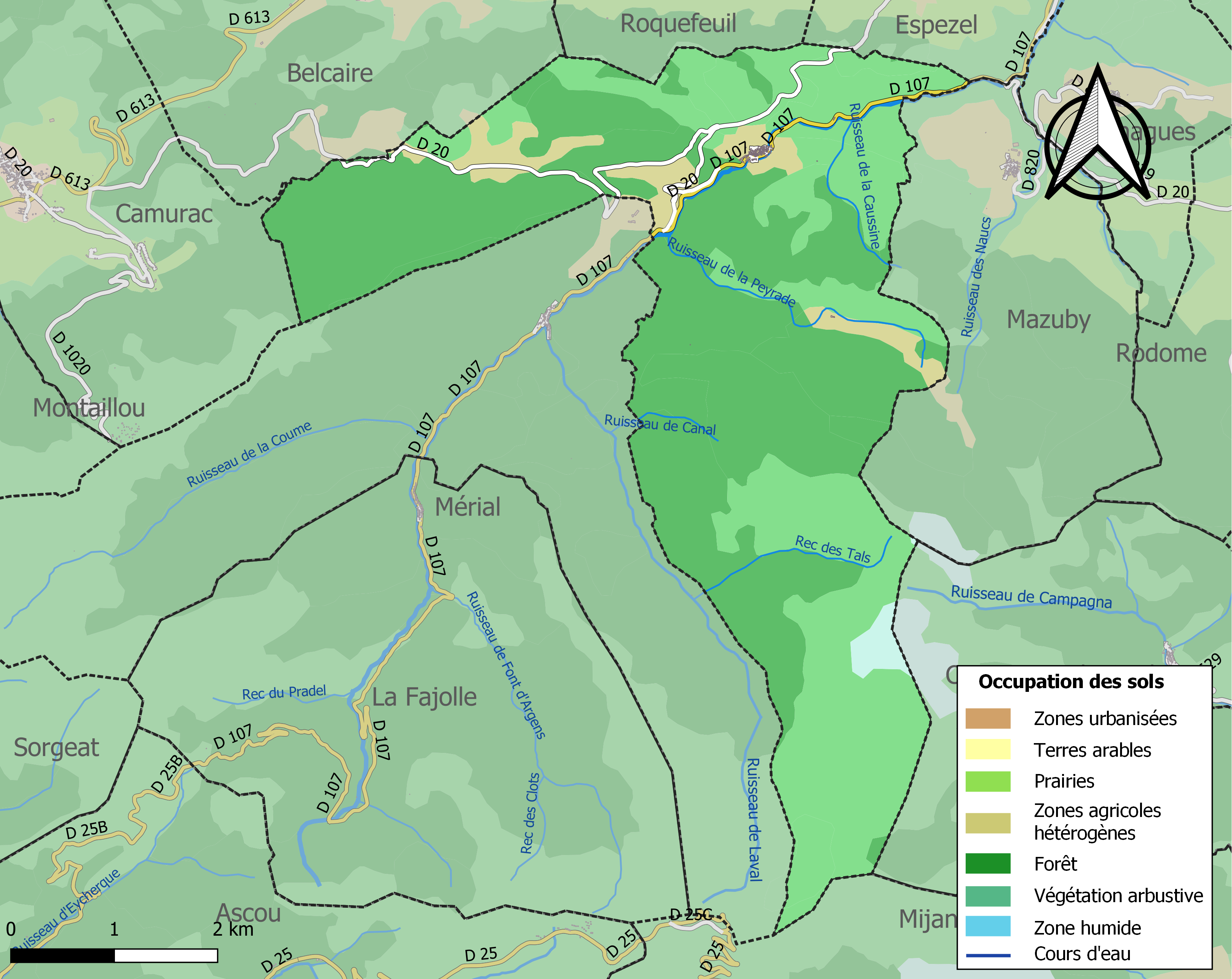
Kaart van de gemeente met de belangrijkste infrastructuur, bodemgebruik en omliggende gemeenten

## Demografie
Onderstaande figuur toont het verloop van het inwonertal (bron: INSEE-tellingen).

Vanwege een beveiligingsprobleem met de MediaWiki Graph-software is het momenteel niet mogelijk deze grafiek weer te geven. Zodra de software is bijgewerkt zal de grafiek vanzelf weer zichtbaar worden.